# دیناجپور صدار
دیناجپور صدار (به لاتین: Dinajpur Sadar) یک منطقهٔ مسکونی در بنگلادش است که در ناحیه دیناج‌پور واقع شده‌است. دیناجپور صدار ۳۵۴٫۳۴ کیلومتر مربع مساحت و ۱۸۴٬۱۵۹ نفر جمعیت دارد و ۳۷ متر بالاتر از سطح دریا واقع شده‌است.